# Maurice His
Pour les articles homonymes, voir His.
Maurice His est une personnalité de Montmartre, née le 13 décembre 1920 à Athis-Mons et décédée le 14 novembre 1993 dans le 10e arrondissement de Paris.

## Le personnage montmartrois

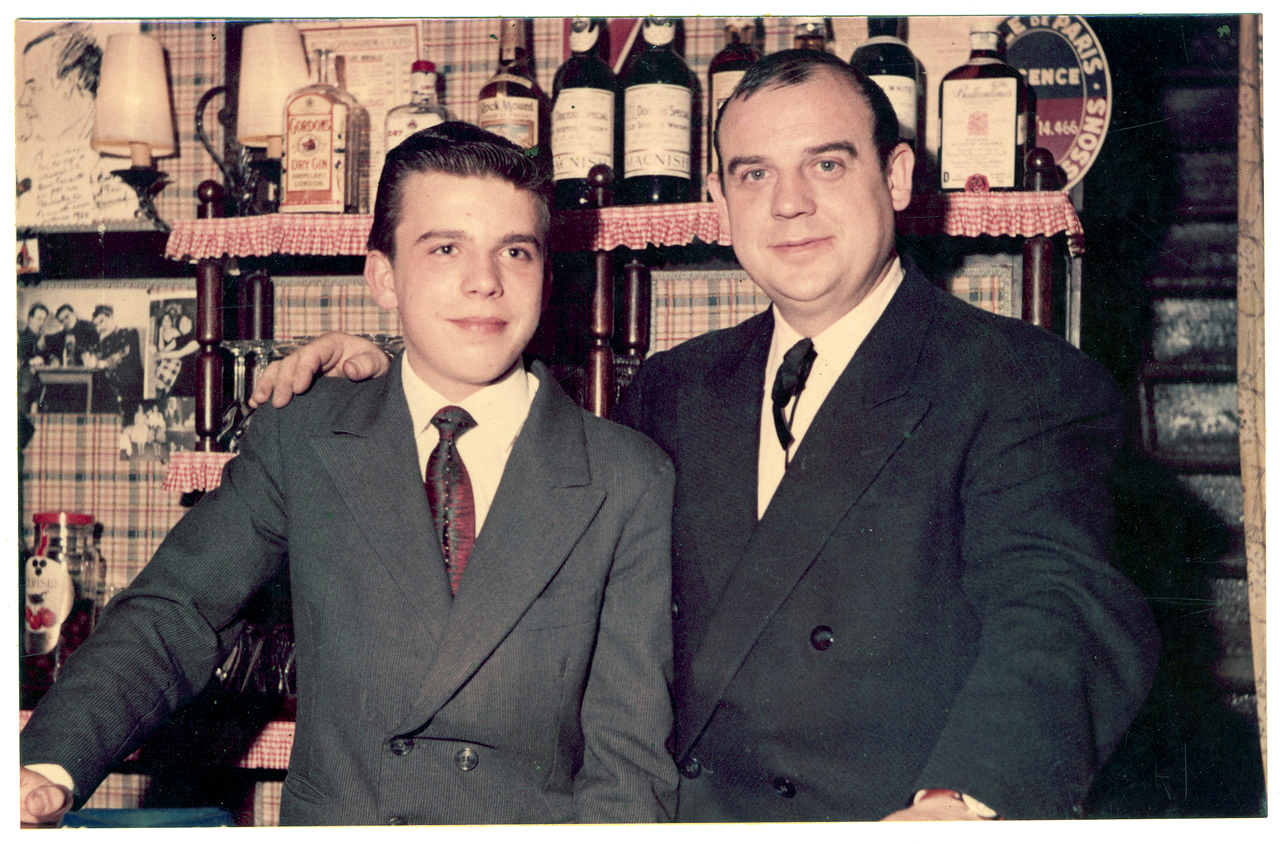
Maurice His et Jean-Pierre en 1961.

Maurice His, qui organisait « les folles nuits de Montmartre » dans son restaurant-cabaret « La Bonne Franquette » de 1957 à 1969, a été élu Président de la République de Montmartre le 24 mars 1973, face à Anne-Marie Carrière.
Succédant à Émile Kérambrun, il redonne à la République de Montmartre une renommée, non seulement montmartroise mais également mondiale. Il innove en dotant les adhérents d'une tenue qui avait fait la réputation d'Aristide Bruant (humoriste de la Butte), tenue qui encore aujourd'hui distingue la République de Montmartre des autres associations.
Il multiplie les intronisations, les jumelages avec la ville d’Ambonnay le 21 janvier 1978 et la ville de Saint-Cyr-sur-Morin en 1984, le retour du “réverbère”, sur la place du marché de Coulommiers, Munich avec sa bière, sa culture et ses réjouissances, inauguration du Futuroscope à Poitiers, jumelage avec la ville du Vieux Cannet, voir Le Cannet, joyeuses réceptions à Joinville-le-Pont, par la Confrérie des Maîtres Goustiers, à Rivesaltes et à Lyon par la sympathique République des Canuts, au Clos des Collines de Gagny, dont la République est l’une des marraines.
Il crée le Satisfecit Presse en 1977 dont les Lauréats étaient Joseph Comiti, Roland de la Poype, Annie Cordy, Guy Laroche, Jacques Chirac et Guy Drut. Les Lauréats en 1978 étaient Raymond Devos, Guy Merlin, grand donateur de la République de Montmartre, Alice Saunier-Seité, Marie-Christine Debourse.
Enfin de nombreuses ambassades sont créées, dont celle de Neuchâtel représentée par l’ambassadeur Karl Jaquet qui est la plus performante. Une cérémonie prestigieuse a eu lieu en 1985 à l’Ambassade des États-Unis. À la demande l'ambassadeur américain, Evan Griffith Galbraith, Maurice His a élevé M. Galbraith au rang d’ambassadeur de la République de Montmartre aux États-Unis, une réception s’ensuivit à l’Ambassade des États-Unis à Paris en présence des personnalités montmartroises.
Le 13 novembre 1993, la République de Montmartre est reçue au ministère des affaires étrangères. Il continue les Noëls aux enfants malades de l'hôpital Bretonneau. C'est le 1er mai 1977, qu'il institue avec Jacques Chirac, député de la République de Montmartre, la coutume d'offrir du muguet au maire de Paris.

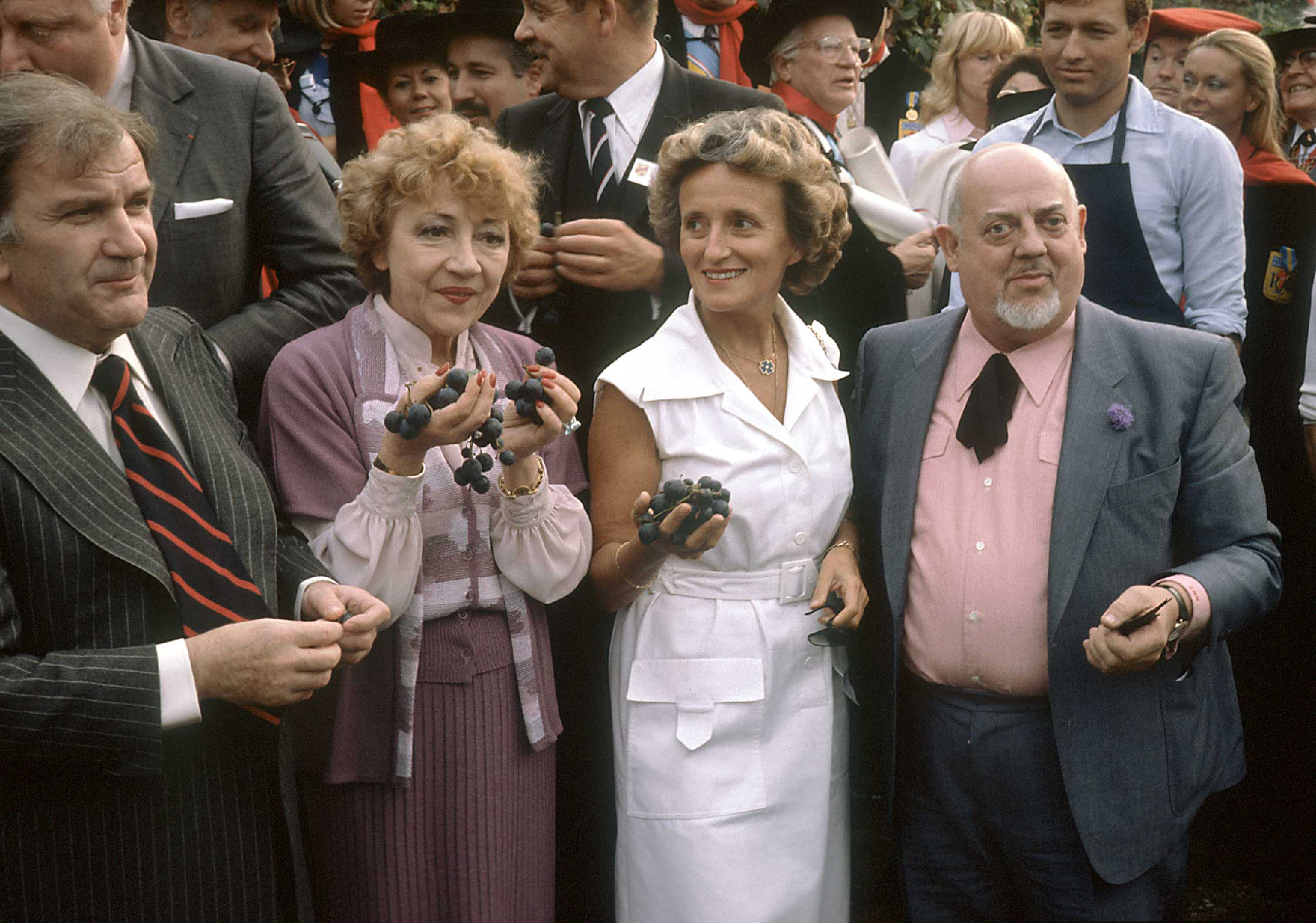
Maurice His lors des vendanges au Clos Montmartre

Maurice His, fondateur en mai 1983 de la Commanderie du Clos Montmartre, installe celle-ci dans l’ancien château d’eau situé au 9 bis, rue Norvins 75018 Paris, grâce à l’appui de ses amis Alain Juppé et Joël Le Tac. De 1977 à 1983, il est officier municipal puis président du Comité des Fêtes du XVIIIe arrondissement. Durant sa présidence, le prestige de la République de Montmartre est au plus haut jusqu'à son décès, le 14 novembre 1993. Depuis le 22 janvier 1994 (jour de la Saint-Vincent), ses cendres reposent dans les vignes du Clos Montmartre, dans le petit enclos de la Statue Saint-Vincent, un hommage lui avait été rendu en présence de Roger Chinaud, sénateur-maire du XVIIIe et de nombreuses confréries. Son fils Jean-Pierre His, a été élu Président de la République de Montmartre de 2002 à 2006. Jean-Pierre His a créé un restaurant à Gerberoy (Oise) à l'enseigne de Ambassade de Montmartre puis Ambassade de Picardie, entre-temps il a fait la restauration des jardins Henri Le Sidaner de 2006 à 2011 année de l'ouverture au public et il fonda le Clos Gerberoy, association vineuse à Gerberoy.

## Note st références
1. ↑  Relevé des fichiers de l'Insee